# Mary Higgins Clark
Mary Theresa Eleanor Higgins Clark Ploetz Conheeney, más conocida como Mary Higgins Clark (El Bronx, Nueva York, 24 de diciembre de 1927-Naples, Florida, 31 de enero de 2020), fue una escritora de novelas de misterio estadounidense. Cada una de sus novelas de misterio se ha convertido en un éxito de venta en los Estados Unidos y en varios países europeos y continúan en imprenta. Su primera obra, ¿Dónde están los niños?, ha sido reimpresa hasta en setenta y cinco ocasiones.
Clark comenzó a escribir de muy joven. Después de un largo período trabajando como secretaria y editora, trabajó  durante un año como auxiliar de vuelo en Pan-American Airlines; poco después, abandonó su empleo para casarse y formar una familia. Para contribuir a los ingresos familiares, se dedicó a escribir cuentos cortos. En 1959, tras el fallecimiento de su esposo, Clark trabajó durante años escribiendo diálogos rdadiofónicos de cuatro minutos, hasta que su representante la convenció de intentar escribir novelas. Su primera novela, un relato ficticio de la vida de George Washington, no fue un éxito de ventas, por lo que decidió dedicarse al género de las novelas de misterio y suspense. Estas obras lograron una enorme popularidad: en 2018 sus libros habían vendido más de cien millones de copias solo en los Estados Unidos. Su hija, Carol Higgins Clark y su nuera, Mary Jane Clark, también escriben novelas de suspense.
Falleció por una meningitis en Naples (Florida) a los noventa y dos años el 31 de enero de 2020.

## Primeros años
Mary Theresa Eleanor Higgins nació el 24 de diciembre de 1927, hija del inmigrante irlandés Luke Higgins y su esposa Nora, quien era descendiente de irlandeses. Su hermano mayor, Joseph, era diecinueve meses mayor que ella, y su hermano menor, Johnny, tres años menor. Desde que era una niña, Higgins se interesó por la escritura: a los seis años de edad, compuso su primer poema y varias obras de teatro cortas para que las representasen sus amigos.  Comenzó a llevar un diario cuando tenía siete años; en su primera inscripción, escribió «Hoy no pasó nada interesante».
La familia vivía de los ingresos de su bar irlandés, que les permitían tener una casa en el El Bronx y pasar los veranos en Long Island Sound. Aunque cuando comenzó la Gran Depresión Higgins todavía era bebé, su familia no se vio afectada al principio, e incluso alimentaban a los hombres que llamaban a su puerta pidiendo trabajo. Cuando Higgins cumplió diez años, sin embargo, la familia comenzó a tener problemas financieros, ya que muchos de sus clientes no podían pagar sus deudas. Su padre se vio obligado a despedir a varios empleados y trabajar durante largas jornadas, pasando muy pocas horas por día en su hogar. La familia pasó su peor época en 1939, cuando Mary regresó a su casa después de misa para descubrir que su padre había muerto mientras dormía.
Nora Higgins, quien era ahora una viuda con tres hijos que mantener, pronto descubrió que muy pocos empleadores contratarían a una mujer de 52 años de edad que no había trabajado en catorce años. Para pagar las cuentas, Mary se vio obligada a dejar libre su habitación para que su madre pudiera alquilársela por algunos dólares a sus huéspedes. Seis meses después de la muerte de su padre, el hermano mayor de Higgins se hizo un corte en el pie con una barra de metal y contrajo osteomielitis severa. Higgins y su madre oraban constantemente por él, y sus vecinos se acercaron en masa a donar sangre para las transfusiones que necesitaría el joven. A pesar de las terribles predicciones de los médicos, Joseph Higgins sobrevivió. Mary relacionó su recuperación con el poder de sus oraciones.

## Escuela secundaria
Tras graduarse de la Escuela de Gramática Saint Francis Xavier, Higgins recibió una beca para continuar sus estudios en la Academia Villa María, una escuela administrada por las monjas de la Congregación de Notre Dame de Montreal. Allí, la directora y otras profesoras la animaron a que perfeccione su escritura, aunque no se alegraron mucho cuando empezó a escribir cuentos durante las horas de clase en lugar de prestar atención a las lecciones.  A los dieciséis años, Higgins intentó publicar su obra por primera vez: envió un relato a la revista True Confessions, pero fue rechazado.
Para ayudar a pagar las cuentas, trabajó como operadora del conmutador del Hotel Shelton, en donde a menudo escuchaba las conversaciones de los clientes. Uno de los huéspedes famosos que Higgins espió fue Tennessee Williams, pero se quejó de que nunca dijo algo interesante. En sus días libres, Higgins salía a recorrer tiendas, y elegía mentalmente las prendas que usaría cuando fuese una escritora famosa.
A pesar de las contribuciones de Higgins a las finanzas familiares, el dinero que su madre ganaba como niñera no era suficiente, por lo que la familia perdió su casa y debió mudarse a un pequeño departamento de tres habitaciones. Cuando Joseph se graduó de la escuela secundaria en 1944, se alistó inmediatamente en la Marina de los Estados Unidos, tanto para servir a su país durante la guerra como para ayudar a su madre a pagar las cuentas. Seis meses después de su alistamiento, contrajo meningitis espinal y murió. A pesar de que la familia lloró profundamente la muerte de Joseph, Nora Higgins, al ser su madre, obtuvo una pensión de por vida, y ya no necesitó la ayuda de su hija para sobrevivir económicamente.

## Principios de su carrera
Poco después de la muerte de Joseph, Higgins se graduó de la escuela secundaria e ingresó a la Escuela para Secretarias Wood con media beca. Al año siguiente, una vez que completó el curso, aceptó un trabajo como secretaria del jefe del departamento creativo en la división interna de publicidad de Remington-Rand. Pronto comenzó a tomar clases nocturnas para aprender más sobre publicidad y promoción. Su jefe notó su creciente talento, además de su belleza natural, por lo que decidió ampliar sus tareas y le encomendó la escritura de los catálogos (junto con el futuro novelista Joseph Heller) y el modelaje para los folletos de la compañía junto con la en ese entonces desconocida Grace Kelly.
Aunque Clark disfrutaba de su trabajo, un comentario casual de una conocida, «Dios, hace demasiado calor en Calcuta», encendió su imaginación y la inspiró a buscar nuevos horizontes. Decidida a ser auxiliar de vuelo como su conocida, se sometió a una serie de rigurosas entrevistas para obtener un puesto como tripulante de cabina en Pan American Airlines, donde ganaría cinco dólares menos por semana que cuando era secretaria. Su supervisor en Remington-Rand organizó una cena de despedida para ella, y Higgins invitó a su vecino, Warren Clark, por quien había sentido admiración durante muchos años, para que fuera su compañero durante la celebración. Sobre el final de la noche, Clark le informó que pensaba que debía trabajar como auxiliar de vuelo durante un año, y que después deberían casarse, en la Navidad siguiente. Higgins aceptó la propuesta, muy poco ortodoxa.
Durante la mayor parte de 1949, Higgins trabajó como tripulante de cabina internacional para Pan American, y recorrió Europa, África y Asia. Uno de sus vuelos fue el último permitido a Checoslovaquia antes de la caída de la Cortina de Hierro. En otro de sus vuelos, Higgins acompañó a un niño huérfano de cuatro años por las escaleras del avión hacia el encuentro con su madre adoptiva, una escena que recibió una amplia cobertura por parte de los medios de comunicación.

## Matrimonio y primeros intentos de publicación
Al final de su año como auxiliar de vuelo, el 26 de diciembre de 1949, Higgins abandonó su carrera y contrajo matrimonio con Warren Clark. Una vez casada, cambió su nombre a Mary Higgins Clark. Para mantenerse ocupada, comenzó a tomar cursos de escritura en la Universidad de Nueva York y, junto a algunos de sus compañeros, formó un taller literario en el cual los miembros criticarían los trabajos en progreso de los demás. Los integrantes del taller, el cual persistió durante casi cuarenta años, se reunían una vez por semana, y en cada encuentro dos de ellos tenían veinte minutos cada uno para presentar su último trabajo. Los otros miembros tendrían tres minutos cada uno para aportar una crítica constructiva.
En la universidad, uno de los profesores de Clark mencionó que una manera de obtener ideas para desarrollar argumentos es leer periódicos y preguntarse «Imagina que...» y «¿Qué sucedería si...?» Clark reveló que muchos años después, todavía se le seguían ocurriendo multitud ideas preguntándose eso, junto con «¿Por qué?» Utilizó este método para realizar su primer trabajo de escritura en la universidad, y resumió sus experiencias personales en un cuento corto titulado Polizón, el cual trata sobre una auxiliar de vuelo que encuentra un polizón de Checoslovaquia en su avión. A pesar de que su profesor elogió mucho su historia, Clark, al principio, no lograba conseguir un editor. Finalmente, en 1956, después de seis años y cuarenta rechazos, Extension Magazine aceptó comprar la historia por cien dólares.
Durante esos seis años, además de dedicarse a su carrera profesional, Clark y su esposo tuvieron una hija, Marilyn, que nació nueve meses después de su boda; trece meses después, Clark dio a luz a Warren Jr., su primer hijo varón. Dos años después, nació David, su tercer hijo. Dos meses después de que Clark logró vender su cuento, nació su cuarto hijo, una niña llamada Carol, como la heroína de la historia de su madre.
Después de vender su primer cuento corto, Clark comenzó a encontrar editores para sus trabajos de forma regular. A través del taller de escritura conoció a una representante, Patricia Schartle Myrer, quien estuvo de acuerdo en trabajar con ella. Myrer, que representaría a Clark durante veinte años, hasta su propio retiro, se convirtió en una amiga tan cercana que Clark llamó a su quinta hija como ella.
Durante su infancia, los cinco hijos de Warren y Mary trabajaron como actores y modelos profesionales. Patricia fue modelo de Gerber, mientras que David apareció en una publicidad de United Way. Clark misma filmó un comercial de televisión para el detergente de lavandería Fab. El comercial, que se emitía durante el programa I Love Lucy, le hizo ganar suficiente dinero como para ir con Warren de vacaciones a Hawái.
En 1959, Warren Clark fue diagnosticado con angina de pecho severa, y, aunque hizo caso a las órdenes del médico y redujo sus actividades, sufrió tres ataques cardíacos durante los siguientes cinco años; en cada ocasión, regresaba del hospital en un estado peor. Después del último ataque cardíaco en 1964, el matrimonio se dio cuenta de que Warren no podría volver a trabajar, por lo que Mary llamó a una amiga que escribía diálogos radiales para ver si tenía alguna oportunidad de trabajar allí. El día en que Mary aceptó el trabajo como escritora del segmento de radio Retrato de un patriota, Warren sufrió un ataque cardíaco fatal. Su madre, que estaba de visita, se desplomó a su lado en la cama después de descubrir que su hijo había muerto. En una sola noche, Clark perdió a su esposo y a su suegra.

## Primera novela

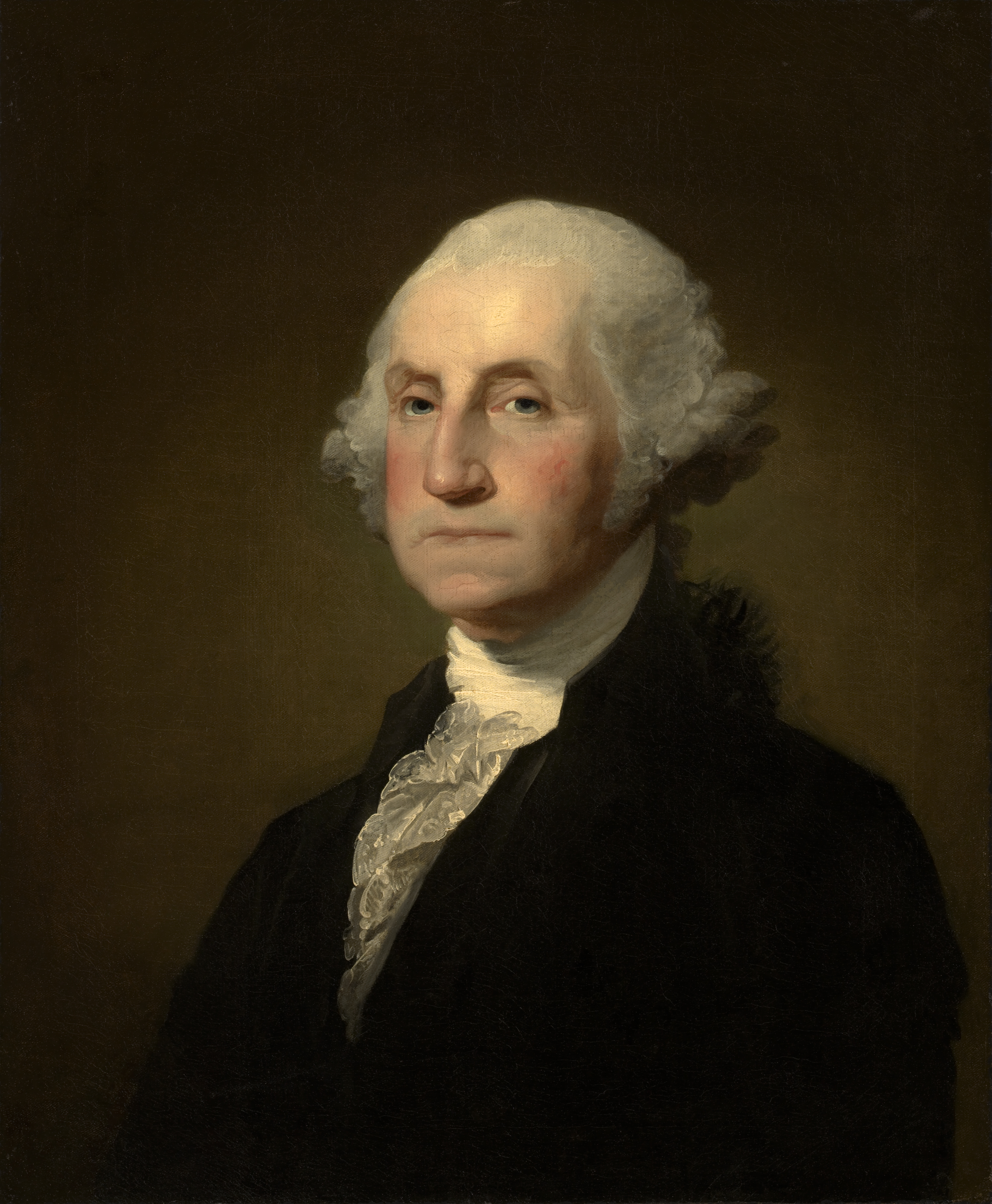
La primera novela de Clark se basó en la vida de George Washington.

En su primer trabajo como escritora de diálogos radiales, las tareas de Clark consistían en escribir programas de cuatro minutos para la serie Retrato de un patriota. Su desempeño fue tan bueno que pronto recibió dos ofertas más de trabajo en otras series de radio. Esta experiencia le enseñó a Clark a escribir sin agregar datos superfluos, lo cual es muy importante para una novela de suspense, que debe insinuar el argumento en cada párrafo. A pesar de la seguridad ofrecida por su nuevo trabajo, el dinero era poco al comienzo, dado que tenía que mantener por sí sola a cinco niños de entre cinco y trece años. En la primera Navidad sin Warren, los regalos de Clark para sus hijos fueron poemas personalizados, en los que la autora describía las cosas que le hubiera gustado comprarles.
A finales de la década de 1960, el mercado de cuentos cortos había colapsado. The Saturday Evening Post, que en 1960 había seleccionado el cuento corto de Clark «Concurso de belleza en Buckingham» como uno de los diez mejores del año, tenía serios problemas financieros y había decidido dejar de publicar ficción, y muchas de las revistas populares para mujeres habían comenzado a enfocarse en artículos de autoayuda. Dado que era imposible hallar un editor para publicar sus cuentos, la representante de Clark le sugirió escribir una novela. Con base en sus investigaciones y su experiencia adquirida en la serie Retrato de un patriota, Clark pasó los tres años siguientes escribiendo una historia ficticia de la relación entre George y Martha Washington. Aunque el anticipo por el que vendió el libro era pequeño, Clark sintió que el hecho de haber podido venderlo significaba que podría terminar un libro más extenso y hallar un editor. La novela pasó a la sección de saldos apenas salió de imprenta, y, para empeorar las cosas, cuatro meses después de la publicación, la madre de Clark, Nora Higgins, falleció.

## Comienzos en el género de suspenso
Para asegurar la estabilidad financiera de sus hijos, Clark estaba decidida a brindarles una buena educación. Con el objetivo de dar un buen ejemplo, ingresó en la Universidad Fordham, en Lincoln Center, en 1971, y se graduó cum laude en 1979, con un título en filosofía. Sus hijos siguieron su ejemplo. Los dos mayores, Marilyn y Warren, se convirtieron en jueces, y Patty trabaja en el Cambio Mercantil en la ciudad de Nueva York. David es el presidente de la empresa Marketing Enterprises, Inc, y Carol ha escrito numerosas novelas populares de suspense.
Durante este período, la relación entre Clark y su empleador fue empeorando cada vez más, y, aunque dos de sus hijos dependían en cierta medida de ella para pagar su carrera universitaria, renunció a su empleo y se asoció con dos excolegas para crear su propia compañía y escribir y vender diálogos para series de radio. Para reunir los cinco mil dólares que necesitaría para empezar el negocio, Clark se vio obligada a empeñar su anillo de compromiso, y, durante los ocho meses en que la compañía tardó en ser rentable, no recibió un salario, debilitando así la economía familiar.
Clark continuó escribiendo incluso durante estos tiempos difíciles. Alentada por su representante para que intentase escribir otro libro, volvió a las historias de suspense que amaba cuando era niña y que le habían permitido tener un éxito moderado como escritora de cuentos cortos. Mientras estaba escribiendo la novela, su hermano menor, Johnny, murió, dejándola como la única sobreviviente de la familia. Para aliviar el dolor, Clark se dedicó totalmente a la escritura, y pronto terminó su libro. Poco tiempo después, Simon & Schuster aceptó comprar la novela, titulada ¿Dónde están los niños?, por la modesta suma de tres mil dólares. Tres meses después, en julio de 1974, Clark se enteró de que los derechos de publicación de su novela se habían vendido en cien mil dólares. Por primera vez en muchos años, no tenía más preocupaciones financieras a corto plazo. ¿Dónde están los niños? se convirtió en un éxito de venta y recibió críticas favorables. Dos años después de su publicación, Clark vendió los derechos de publicación de su segunda novela por 1,5 millones de dólares.

## Otras actividades
En 1981, Clark estuvo en Washington D. C. el día en que le dispararon al presidente Ronald Reagan. Ya que tenía un pase de prensa, fue autorizada a unirse a los medios para escuchar el diagnóstico del presidente. Cuando el médico finalmente llegó a la conferencia de prensa, Clark fue una de las pocas personas elegidas para hacer una pregunta.

### Segundo matrimonio
Una vez viuda, Clark contrajo matrimonio con el abogado Raymond Ploetz en 1978. El matrimonio, al que la escritora describió como «desastroso», fue anulado en 1986.  Años después, su hija Patty le presentó a John J. Conheeney, presidente retirado de Merrill Lynch Futures, con quien se casó en 1996. Conheeney falleció el 8 de octubre de 2018, a los 89 años de edad.

### Otros géneros literarios
La primera novela de Clark sobre George Washington, Aspira llegar al Cielo, fue retitulada Historia de amor de Monte Vernon y relanzada en 2002, el mismo año que su autobiografía, Kitchen Privileges, la cual se basó en gran parte de los diarios que ha llevado durante toda su vida. En 2006, Clark anunció que cumpliría uno de sus sueños al publicar su primer libro para niños, Barco Fantasma; el libro fue publicado por Simon & Schuster, la misma editorial que posee los derechos de sus novelas de suspense.

## Éxito literario

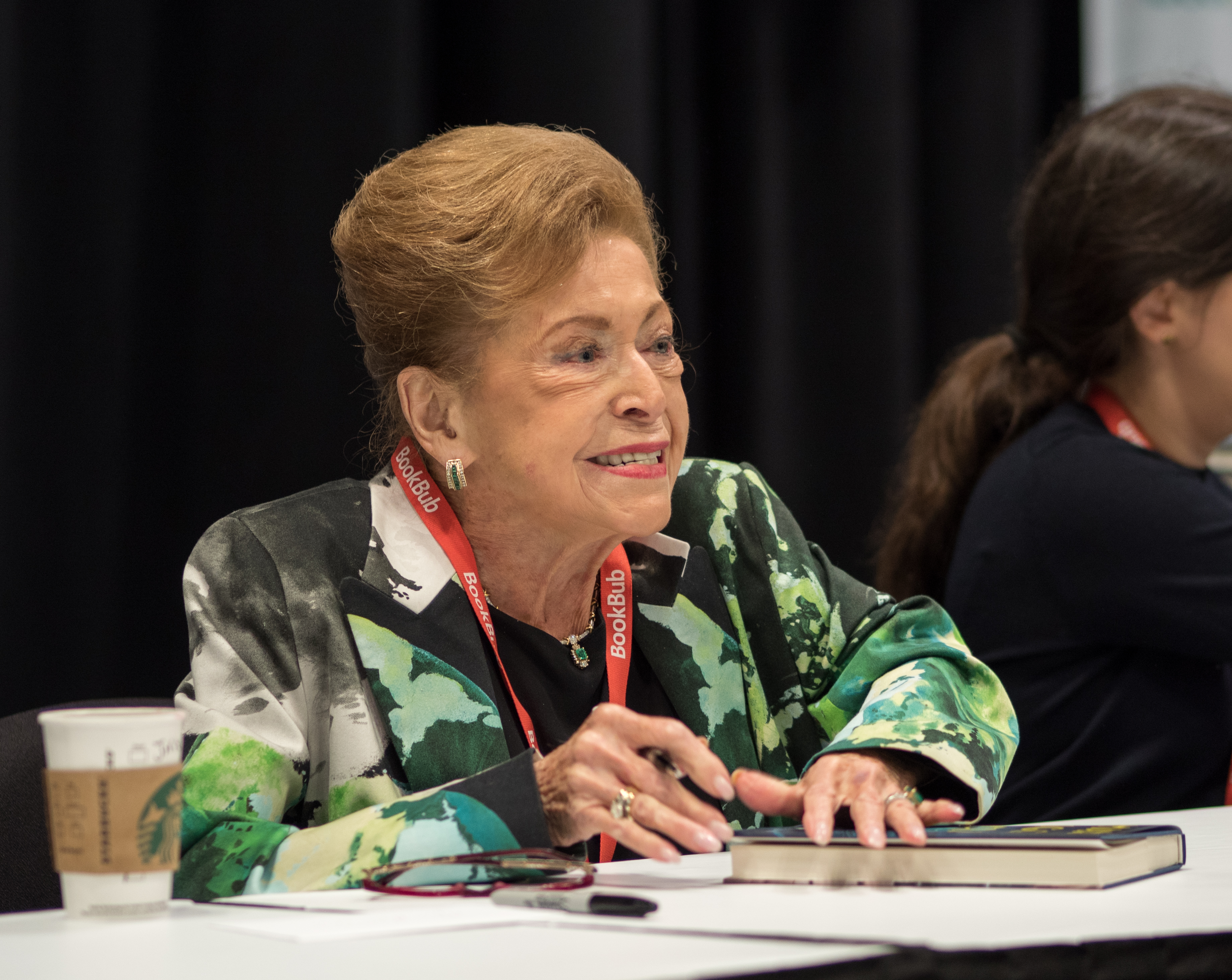
Mary Higgins Clark en 2018.

Hasta 2015, Clark escribió más de cincuenta novelas, y vendió millones de ejemplares. Todas sus novelas de suspense han sido éxitos de ventas y siguen en imprenta, entre ellas ¿Dónde están los niños?, que ha tenido más de 75 reimpresiones. En 2001, la edición en tapa dura de Camino hacia el pasado fue el número uno en la lista de libros más vendidos en tapa dura de The New York Times, mientras que la versión en tapa blanda de su novela El último adiós alcanzó el primer puesto en la lista del New York Times de superventas en tapa blanda. Sus libros también se encuentran en los primeros puestos de los más vendidos en Francia, y en el año 2000 Clark obtuvo la distinción de Chevalier des Arts et des Lettres. También fue honrada en Francia con el Gran Premio de Literatura Policial (1980) y el Premio de Festival de Cine Literario de Deauville (1999).
Conocida como «la reina del suspense», Clark ha sido descrita como una «maestra de la intriga» que tiene la habilidad de crear una tensión creciente mientras hace que el lector piense que todos son culpables. En sus novelas las protagonistas son mujeres jóvenes fuertes e independientes, que se encuentran en el medio de un problema que deben resolver con su propio coraje e inteligencia. Las heroínas son representadas como personas reales, que toman decisiones sensatas, y que hacen pensar a los lectores «esto podría haberme pasado a mí, o a mi hija». Los libros de Clark son escritos para adultos, pero debido a su decisión de no incluir sexo explícito o violencia en sus historias, se han vuelto populares en niños de doce años en adelante.
Muchos de los libros incluyen crímenes relacionados con niños o telepatía. Aunque Clark sabía que hay personas que dicen ser psíquicos y en realidad son farsantes, creía que conoció personas que tenían verdaderos poderes sobrenaturales. La madre de Clark, mientras miraba una foto de su hijo de dieciocho años vestido con su ropa nueva de la Marina, le dijo a su hija «Tiene la muerte en sus ojos», y el joven murió poco después. Una psíquica que Clark visitó mientras escribía su segunda novela, ¿Dónde están los niños?, le dijo que sería muy famosa y ganaría mucho dinero. A pesar de que en el momento no creyó en la predicción, la semana siguiente su novela alcanzó la lista de los libros más vendidos y poco después Clark vendió los derechos para la película, lo que impulsó verdaderamente su carrera.

### Reconocimientos
Clark ganó numerosos premios por su trabajo. Además de los ya nombrados, obtuvo el premio Horatio Alger (1997) y el premio Passionists' Ethics in Literature (2002), además del premio Espíritu del Logro de la Facultad de Medicina Albert Einstein de la Universidad Yeshiva (1994) y la Medalla de Oro de Educación del National Arts Club (1994). Recibió dieciocho doctorados honorarios, incluyendo uno de su alma mater, la Universidad Fordham. Su éxito también fue reconocido por grupos étnicos irlandeses. La sociedad histórica estadounidense-irlandesa le concedió la Medalla de Oro de Honor en 1993, y en 2001 ganó la Medalla de Honor Ellis Island. Además, fue nombrada Leyenda de El Bronx en 1999.
Clark fue presidente del Congreso Internacional del Crimen en 1988 y, durante 1987, fue presidente de la Asociación de Escritores de Misterio de los Estados Unidos. Por muchos años también formó parte del panel de directores de la asociación. Simon & Schuster, la firma que publicó todas sus novelas y que al final de la década de 1990 le dio un contrato de 64 millones de dólares por cuatro libros, creó el premio Mary Higgins Clark, otorgado a escritores de misterio y suspense de ficción estadounidenses destacados. El anuncio de que se daría un premio en su honor se llevó a cabo en la quincuagésima quinta entrega anual de los premios Edgar Allan Poe, en donde Clark fue presentada como una «gran maestra del suspense».
Clark fue nombrada Dama de la Orden de San Gregorio Magno, y también fue honrada como Dama de Malta y Dama del Santo Sepulcro de Jerusalén. Los frailes franciscanos le otorgaron un premio Graymoor en 1999. Clark formó parte de la administración de la Fundación Católica Comunal y fue integrante de la Administración del Hospital Hackensack.

## Novelas
- Aspire to the Heaven                      (1968)  Reeditada en 2002
- ¿Dónde están los niños?                 (Where are the children?, 1975)
- Un extraño acecha                            (A stranger is watching, 1978)
- La cuna caerá o La cuna vacía         (The cradle will fall, 1980)
- Un grito en la noche                           (A cry in the night, 1982)
- El ojo avizor                                        (Stillwatch, 1984)
- No llores más, my lady                        (Weep no more my lady, 1987) Serie Alvirah y Willy 1
- Mientras mi preciosa duerme              (While my pretty one sleeps, 1989)
- El síndrome de Anastasia y otros relatos (The Anastasia syndrome, 1989)
- Le gusta la música, le gusta bailar       (Loves music, loves to dance, 1991)
- Perseguida por toda la ciudad             (All around the town, 1992)
- Misterio en la clínica o Nos veremos   (I'll Be Seeing You, 1993)
- Acuérdate de mí                                  (Remember me, 1994)
- Las investigaciones de Alvirah y Willy (The Lottery Winner and other stories,1994) Serie Alvirah y Willy 2
- No puedo olvidar tu rostro                   (Let me call you sweetheart, 1995)
- Muerte en Cape Cod                           (Death on the Cape, 1995)
- Noche de paz                                      (Silent night, 1995)
- Pálida como la luna                             (Moonlight Becomes You, 1996)
- Mi querida Sunday                              (My gal Sunday, 1996)
- Testigo en la sombra o Finge que no la ves  (Pretend You Don't See Her, 1997)
- La estrella robada                                (All through the night, 1998) Serie Alvirah y Willy 3
- Por siempre mía (You Belong to me, 1998)
- Perdida en su memoria (We'll Meet Again, 1999)
- El último adiós (Before I Say Good-bye, 2000)
- Secuestro en Nueva York (Deck the Halls, con su hija Carol Higgins Clark, 2000) Serie Alvirah y Willy 4
- El secreto de la noche (Daddy's Little Girl, 2002)
- Con derecho a cocina (Private Kitchen, 2000)
- Camino hacia el pasado (On the Street Where You Live, 2001)
- Última oportunidad  (He Sees You When You're Sleeping, con su hija Carol Higgins Clark, 2001)
- Un destino de leyenda (Mount Vernon Love Story, 2002)   Reedición de Aspire to the Heaven,1968
- La fuerza del engaño (The Second Time Around, 2004)
- El ladrón de la Navidad (The Christmas Thief, con su hija Carol Higgins Clark, 2004) Serie Alvirah y Willy 5
- Escondido en las sombras (Nightime Is My Time, 2005)
- En defensa propia (No Place Like Home, 2005)
- Dos niñas vestidas de azul (Two Little Girls in Blue, 2006)
- La misma canción (I Heard That Song Before, 2007)
- ¿Dónde te escondes? (Where Are You Now?, 2008)
- Misterio en alta mar (Santa Cruise, con su hija Carol Higgins Clark, 2008) Serie Alvirah y Willy 6
- Todo está tranquilo (Dashing Through the Snow, con su hija Carol Higgins Clark, 2008) Serie Alvirah y Willy 7
- Recuerdos de otra vida (Just Take My Heart, 2009)
- Mentiras de sangre ( The Shadow of your Smile, 2010)
- Se que volverás (I´ll walk alone, 2011) Serie Alvirah y Willy 8
- Los años perdidos (The Lost Years, 2012) Serie Alvirah y Willy 9
- Temor a la verdad (Daddy's Gone A Hunting, 2013)
- Asesinato en directo (I've got you under my skin, 2014) Serie Under Suspicion
- El asesinato de Cenicienta (The Cinderella murder, 2014) coautora con Alafair Burke Serie Under Suspicion
- Fraude al descubierto (The melody lingers on, 2015)
- Vestida de blanco (All dressed in white, 2015) coautora con Alafair Burke Serie Under Suspicion
- Death Wears a Beauty Mask and Other Stories (2016)
- Legado mortal (As Time Goes By, 2016) Serie Alvirah y Willy 10
- Cuando despiertes (The Sleeping Beauty Killer, 2016) coautora con Alafair Burke Serie Under Suspicion
- Negro como el mar ( All by Myself, alone, 2017) Serie Alvirah y Willy 11
- La reina del baile ( Every Breath you Take, 2017) coautora con Alafair Burke Serie Under Suspicion
- El último baile ( I've got my eyes on you, 2017)
- Nunca seré tuya’’ (‘’You don't own me, 2018) coautora con Alafair Burke Serie Under Suspicion
- No llores por un beso’’(Kiss the Girls and Make Them Cry, 2019)

## Cuentos infantiles
- Ghost Ship, 2007 (ilustrado por Wendell Minor)
- The Magical Christmas Horse, 2011 (ilustrado por Wendell Minor)

## Autobiografía
- Kitchen Privileges, 2002

## Adaptaciones cinematográficas
- Un extraño está mirando    1982          (Adaptación de la novela "Un extraño acecha")
- ¿Dónde están los niños?    1986          (Adaptación de la novela del mismo nombre)
- Al acecho                            1987          (Adaptación de la novela "El ojo avizor")
- Doble visión                        1992           (Adaptación de uno de sus relatos)
- En lo bueno y en lo malo    1992           (Adaptación de uno de sus relatos)
- No llores más, mi lady        1992           (Adaptación de la novela del mismo nombre)
- Un grito en la noche            1992          (Adaptación de la novela del mismo nombre)
- Recuérdame                        1995          (Adaptación de la novela "Acuérdate de mi")
- Mientras duerme mi tesoro  1997         (Adaptación de la novela "Mientras mi preciosa duerme")
- Rostro del pasado                1997         (Adaptación de la novela "No puedo olvidar tu rostro")
- La luna se refleja en ti          1998         (Adaptación de la novela "Pálida como la luna"
- Por siempre mía                   2001         (Adaptación de la novela del mismo nombre)
- Le gusta la música,le gusta bailar 2001 (Adaptación de la novela del mismo nombre)
- Testigo en la sombra             2002         (Adaptación de la novela del mismo nombre)
- Perdida en su memoria         2002         (Adaptación de la novela del mismo nombre)
- Juntos hasta la muerte          2002         (Adaptación de uno de los relatos de la autora)
- Doble destino                         2002        (Adaptación de la novela "Misterio en la clínica)
- Extraña desaparición             2002        (Adaptación de uno de los relatos de la autora)
- Un ángel para ellas              2002        ( Adaptación de "Última oportunidad")
- Perseguida por toda la ciudad 2002      (Adaptación de la novela del mismo nombre)
- Herencia peligrosa              2003     (Adaptación de la novela Mi querida Sunday)
- Try to Remember  o Intenta recordar                   2004       (Adaptación de uno de los relatos)
- Deck the Halls                          2011       (Adaptación de la novela "Secuestro en Nueva York")
- The Mystery Cruise                  2013        (Adaptación de la novela "Misterio en alta mar")
- Mi querida Sunday                   2014        (Adaptación de la novela del mismo nombre)